# Extrakunia februalis
Extrakunia februalis är en fjärilsart som beskrevs av Augustus Radcliffe Grote 1874. Extrakunia februalis ingår i släktet Extrakunia och familjen nattflyn. Inga underarter finns listade i Catalogue of Life.